# Эль-Валамо
Эль-Валамо (исп. El Walamo) — населённый пункт в Мексике, входит в штат Синалоа, в составе муниципалитета Масатлан. Население 3085 человек.